# Frankl Izsák
Frankl Izsák (Hunfalva, ? – Nagykároly, 1834) nagykárolyi rabbi.

## Élete
Előbb Szántón volt rabbi, mint apósának, Joáb rabbinak utóda. Ez utóbbinak Chén tóv című művét adta ki (Zolkiev, 1806) és látta el jegyzetekkel és magyarázatokkal. Veje és utóda a hírneves teológus Perls Mayer lett.